# Borghese Petrucci
Borghese Petrucci (Siena, 1490 – Napoli, 1526) è stato un politico italiano, a capo della Signoria di Siena dal 1512 al 1516.

## Biografia

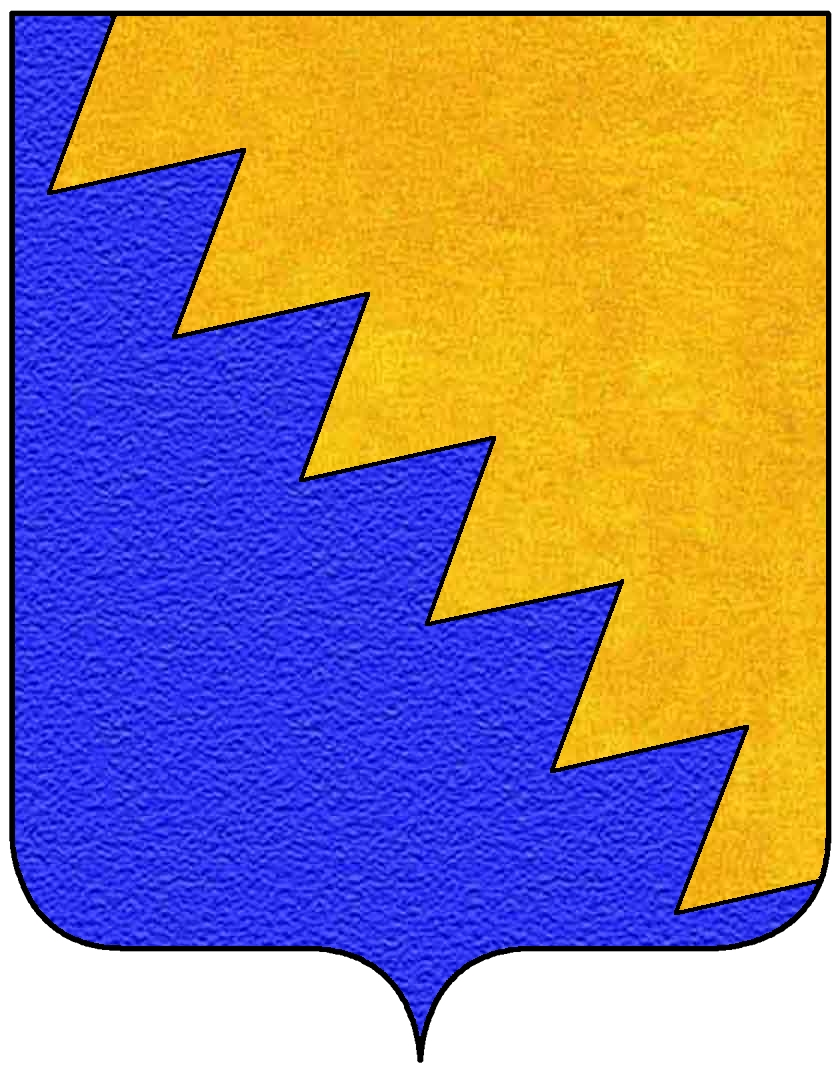
Insegna dei Petrucci

Borghese Petrucci appartenne alla famiglia omonima che nei secoli XV e XVI direttamente o per vie indirette influenzò profondamente la vita politica di Siena. Il padre e capostipite della stirpe di politici ed ecclesiastici senesi fu Pandolfo Petrucci, che con l'appoggio del fratello Giacomo resse il governo della Signoria fino al 1512. Nel 1509 il figlio Borghese sposò Vittoria Piccolomini, nobildonna senese e nipote di papa Pio III.
Alla morte di Pandolfo, nel 1512, i maggiorenti senesi, vincolati da un patto segreto firmato cinque anni prima, dichiararono l'obbedienza ai due figli, il cardinale Alfonso – residente a Roma – e il primogenito Borghese Petrucci, trasferendo a quest'ultimo i poteri del padre. Ma il successore dimostrò di avere scarse capacità di governo e poca diplomazia nelle relazioni istituzionali. Nel novembre del 1515 Borghese si incontrò con papa Leone X a Bolsena, e lì gli venne chiesto dal pontefice di appoggiare le aspirazioni dei Medici sulla Toscana. Al diniego di Borghese, Leone X decise di proseguire il proprio viaggio con destinazione Bologna, rifiutandosi sdegnato di transitare per Siena e con l'intenzione di rivolgere altrove i propri favori. Infatti nel marzo dell'anno successivo, dopo soli quattro anni di permanenza a capo della Signoria, per decisione del Papato Borghese venne cacciato dalla città toscana e sostituito dal cugino Raffaele Petrucci, allora vescovo di Grosseto e prossimo cardinale, a sua volta avvicendato da Fabio Petrucci, il figlio minore di Pandolfo.
La defenestrazione di Borghese ad opera di Leone X causò il risentimento del fratello, il cardinale Alfonso Petrucci, che ordì una congiura per uccidere il papa.
Borghese fu anche il padre della poetessa Aurelia Petrucci, autrice del celebre sonetto "Dove stà il tuo valor, Patria mia cara?", dedicato alle vicissitudini della città di Siena.